# Jihlavský havířský průvod
Jihlavský havířský průvod je průvod, který každý lichý rok ve druhé polovině června prochází Jihlavou. Kroje, které mají účastníci tohoto průvodu na sobě, mají připomenout, že Jihlava vznikla jako město, kde se těžilo stříbro.

## První průvod
První průvod havířů se datuje k roku 1799. Byl uspořádán u příležitosti domnělého 1000. výročí založení města. Zasloužil se o něj Johann Heinrich Marzy, který pracoval na magistrátu v archivu a právě proto se začal zajímat o historii. Přišel s nápadem připomenout slávu stříbrné Jihlavy, kde těžba stříbra skončila už v roce 1783. Byla připravena pětidenní akce, které se účastnilo mnoho známých hostů. Celé město, a hlavně centrum, bylo vyzdobeno vlajkami a nápisy Jubilaeum.
Hlavní oslava pak patřila 24. červnu, svátku sv. Jana Křtitele. Vše začalo mší v kostelíku sv. Jana Křtitele a odtud šel průvod žáků, jihlavských cechů, mnichů, kněží, úředníků a městské honorace až do kostela sv. Jakuba. Tím započala historie průvodů, které pak každoročně probíhaly až do 80. let 19. století.

## Průvod v kostýmech
Za zakladatele je ovšem považován Johann Haupt, největší postava jihlavského havířského průvodu. V roce 1890 šlo ulicemi Jihlavy 44 (podle jiných zdrojů 37) chlapců – oblečených do kostýmů představujících celkem 21 hornických profesí.

### Průvod k 1100. výročí založení města
Další velkolepá akce připadla na rok 1899, tedy domnělé 1100. výročí založení města. Hlavní slavnost proběhla 24. června, na svátek sv. Jana Křtitele. Průvodu se tehdy zúčastnilo 159 osob – perkmistr, který zahajoval a vedl průvod, za ním šli 3 praporečníci, kteří se střídali v nošení těžkého praporce, za nimi šli halapartníci, kteří měli za úkol praporec chránit, dále pak zpěváci, havíři denní a noční směny, proutkař, plaviči rudy neboli hutníci, rýžovači zlata, horníci – dělníci, horničtí učni, horníci – důlní hlídači, důlní kováři, směnmistři, měřiči, konšelé, horní soudci, patricijové, horníci z období rokoka, havířští pomocníci, měšťané. Tyto postavy představovali žáci německé chlapecké měšťanky ve věku od 10 do 14 let. Uprostřed průvodu šel kněz, nesoucí nejsvětější svátost do kostela sv. Jana Křtitele. Tam bylo uděleno požehnání.

### Průvody v 20. století
V roce 1918 po vzniku samostatné ČSR, byla tradice průvodu přerušena kvůli německému náboji. Johann Haupt se havířského průvodu nechtěl vzdát, a tak v roce 1919 vzniká Spolek pro zachování historického havířského průvodu, který získává 300 členů a brzy opět obnovuje tuto tradici.
V roce 1936 je průvod součástí velkolepých oslav 500. výročí podepsání Basilejských kompaktát.
Naposledy šel 160členný průvod Jihlavou v roce 1944.
V roce 1949 se pokusil Arnošt Kába o obnovení tradice jihlavského havířského průvodu u příležitosti 700. výročí potvrzení jihlavských městských a horních práv. Byl uspořádán festival Podzim na Vysočině, jehož součástí byly soutěže, veselice, zábavné pořady, divadelní přehlídky aj. Na podzim, na Den horníků, vyrazil průvod 148 chlapců v dobových krojích, zakončený u kostelíka sv. Jana Křtitele.
O svůj havířský průvod se pokusili také odsunutí Němci v Heidenheimu, kteří ten svůj úspěšně uspořádal v roce 1953.
V roce 1957 byly na nějaký čas havířské průvody obnoveny. Konaly se vždy na Den horníků, někdy na začátku září. V roce 1959 byla však zrušena zastávka u kostelíka sv. Jana Křtitele a v roce 1961 tu byly havířské průvody zrušeny docela. Podobný průvod se podařilo uspořádat ještě v roce 1967 na Den horníků, ale pod záminkou náboru hornických učňů pro Ostravu. Po sovětské okupaci se havířské průvody v ulicích města Jihlavy neobjevily 32 let.

## Novodobá historie
Až v roce 1997 byl v Jihlavě založen spolek Jihlavský havířský průvod, díky kterému se od června 1999 pořádají havířské průvody každý lichý rok. Od samého počátku stojí v čele tohoto spolku Ing. Milan Kolář, který společně s několika přáteli usiluje o zachování této staré tradice. V roce 2009 průvod procházel Jihlavou 19. až 21. června a hostil 13. setkání hornických měst a obcí.